# Caruthersville
Caruthersville – miasto w Stanach Zjednoczonych, w stanie Missouri, w hrabstwie Pemiscot.